# Hälsingfors, Lycksele kommun
Hälsingfors eller Helsingfors är en by i Lycksele kommun i Västerbottens län i landskapet Lappland i Sverige. Byn ligger nära Lycksele flygplats.